# Castelo de Annecy
O Castelo de Annecy foi residências dos Condes de Genebra e dos Duques de Genevois-Nemours. Edificado numa elevação rochosa, domina a cidade dos seus 470m e é actualmente propriedade da cidade que o restaurou e transformou em museu para expor as colecções de aglomeração de Annecy como o Observatório regional dos lagos Alpinos.

## História
A primeira menção conhecida data de 10 de Outubro de 1219, quando a família dos condes de Genebra o escolheu para sua residência, obrigada que foi de abandonar Genebra à soberania do Príncipe-bispo. Este acordo foi concluído entre Guilherme II, conde de Genebra e o bispo de Genebra, Aimão de Grandson 
Completamente destruído no incêndio de 27 de Abril de 1340, foi reconstruído como era antes pelo conde Amadeu III de Saboia. Roberto de Genebra, o antipapa como era chamado, inicia importantes trabalhos. Por doações sucessivas acaba por pertencer a partir de 5 de Agosto de 1401 ao duque Amadeu VIII de Saboia.

## Descrição
O castelo é uma grande superfície que (55 x 125 m) que segue a forma do rochedo onde foi construído, pelo que o acesso até à cidade velha de Annecy se fazia por escadas bastante íngremes. O antigo fosso, recuperado como parque de estacionamento, protegia a entrada do castelo ao qual se acedia por uma ponte levadiça. Alguns dos pontos com interesse particular.
- a Torre da Rainha; de aspecto maciço, com 38 m de altura e muros de 4 m de espessura, domina a parte Sul, a mais vulnerável.
- o Velho Logis; [nota 1] é uma vasta construção rectangular com dois torreões: a torre Saint-Pierre e a torre Saint-Paul, viradas para a cidade
- o Logis Nemours; assim chamado por ter sido mandado construir por Carlota de Orléans-Longueville, Duquesa de Genevois-Nemours.
- o Logis Novo; construído em 1562 pelo duque Jacques de Genevois-Nemours.
- a Torre e o Logis de Perrière; talvez o mais imponente com a sua torre de 33 m.

## Resumo
- Château d'Annecy, XIIIe - XVIe siècle.
- Construção :	1219 primeira informação escrita
- Sob o reini de : Philippe II Auguste (1180-1223)
- Grandes datas :	
  - 1219 : os condes de Genebra instalam-se em Annecy
  - segunda metade doo século XIII :  construção de Torre da Rainha
  - ± 1340 : primeiros trabalhos de recuperação  do  Velho Logis
  - 1445 e 1487 : construção da Torre e dologis Perrière
  - 1539 : construção do Logis Nemours
- Castelo
  - Nome oficial: Château de Genevois-Nemours
  - Os diferentes "Logis" permitem o estudo da evolução desse género de construção
  - Classificado Monumento Histórico em 1902 foi comprado pela cidade ao estado e transformado em museu.[2]

## Imagens

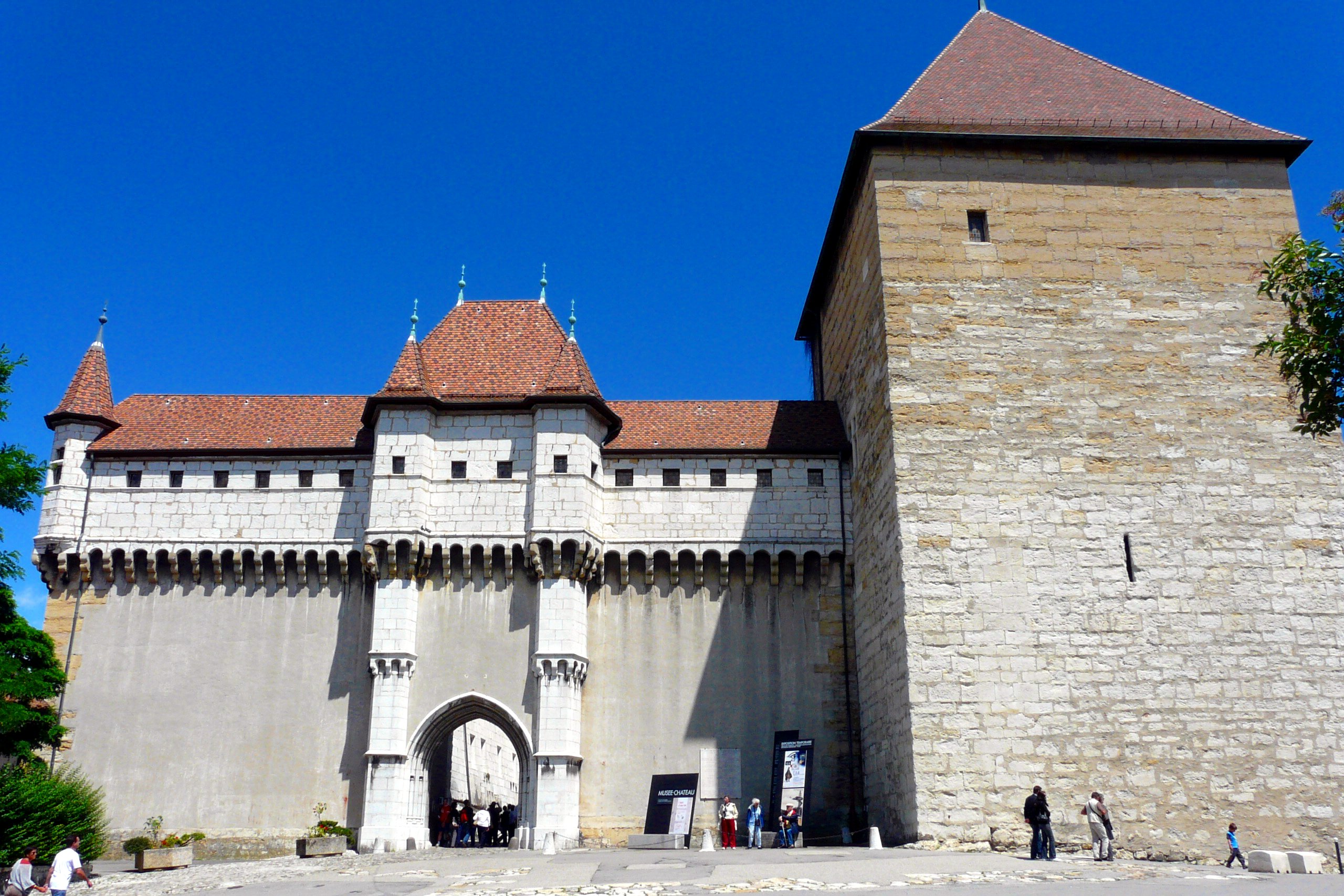
Entrada do castelo
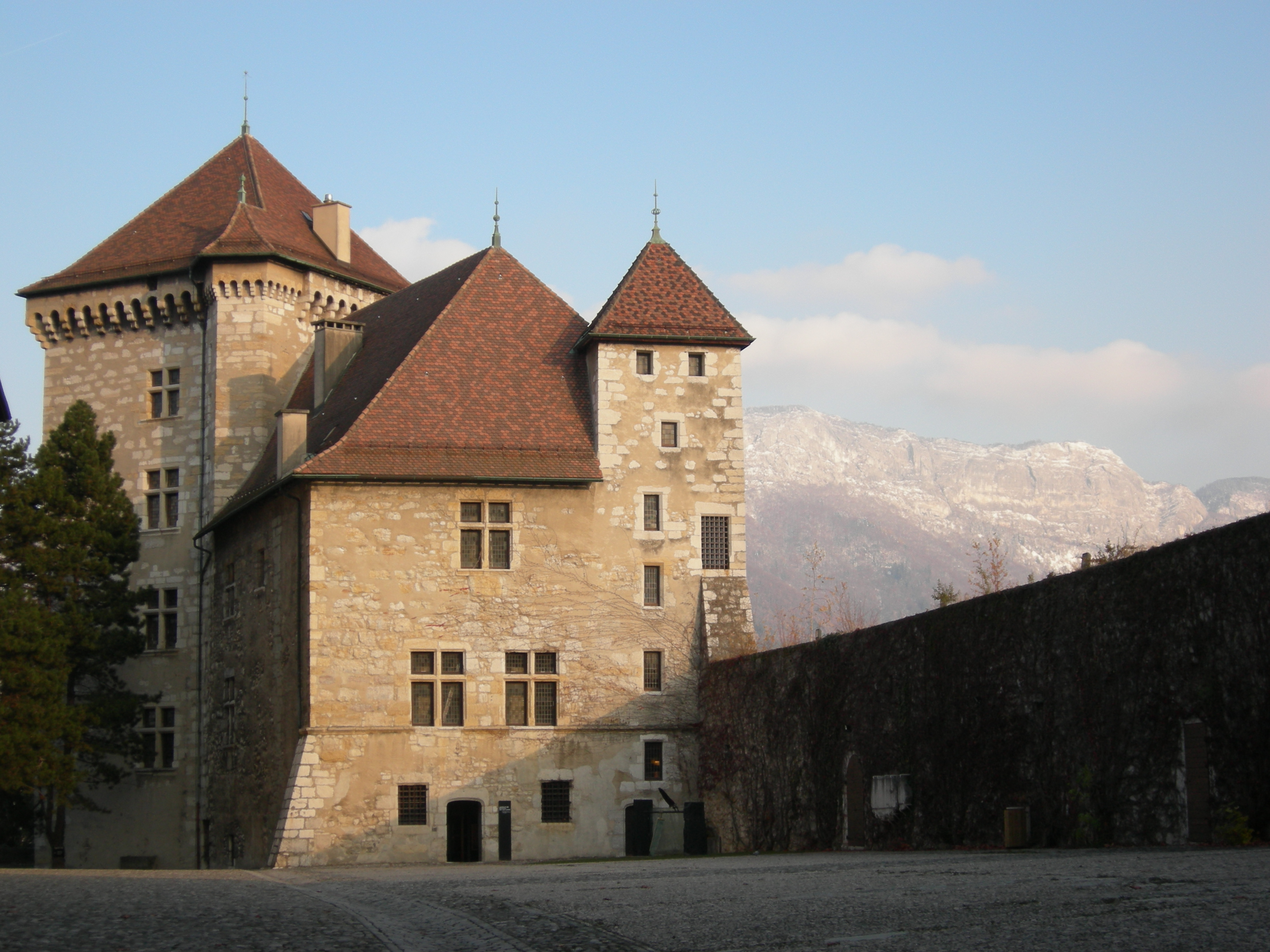
Torre e logis Perrière

## Interwiki
- fr:Armorial et nobiliaire de Savoie

## Ligações Externas
«Sítio oficial»